# Ђурић
Ђурић (мађ. Bácsszentgyörgy) је село у Мађарској, јужном делу државе. Село управо припада Бајском срезу Бач-Кишкунске жупаније, са седиштем у Кечкемету.

## Природне одлике
Насеље Ђурић налази у крајње јужном делу Мађарске, уз државну границу са Србијом. Најближи већи град је Баја. Налази се јужно од Гаре и источно од Сантова, 25 km од Баје. Налази се врло близу српских села Растина и Риђица у општини Сомбор.
Историјски гледано, село припада крајње северном делу Бачке, који је остало у оквирима Мађарске (тзв. „Бајски троугао”). Подручје око насеља је равничарско (Панонска низија), приближне надморске висине око 90 m. Западно од насеља почиње област Подунавља.

## Становништво
Према подацима из 2013. године Ђурић је имао 174 становника. Последњих година број становника опада.
Претежно становништво у насељу су Мађари римокатоличке вероисповести. У селу су и даље присутни Немци (2%) и Буњевци (2%), али уз значајно мањем броју него почетком 20. века.